# Fritz Reuter (componist)

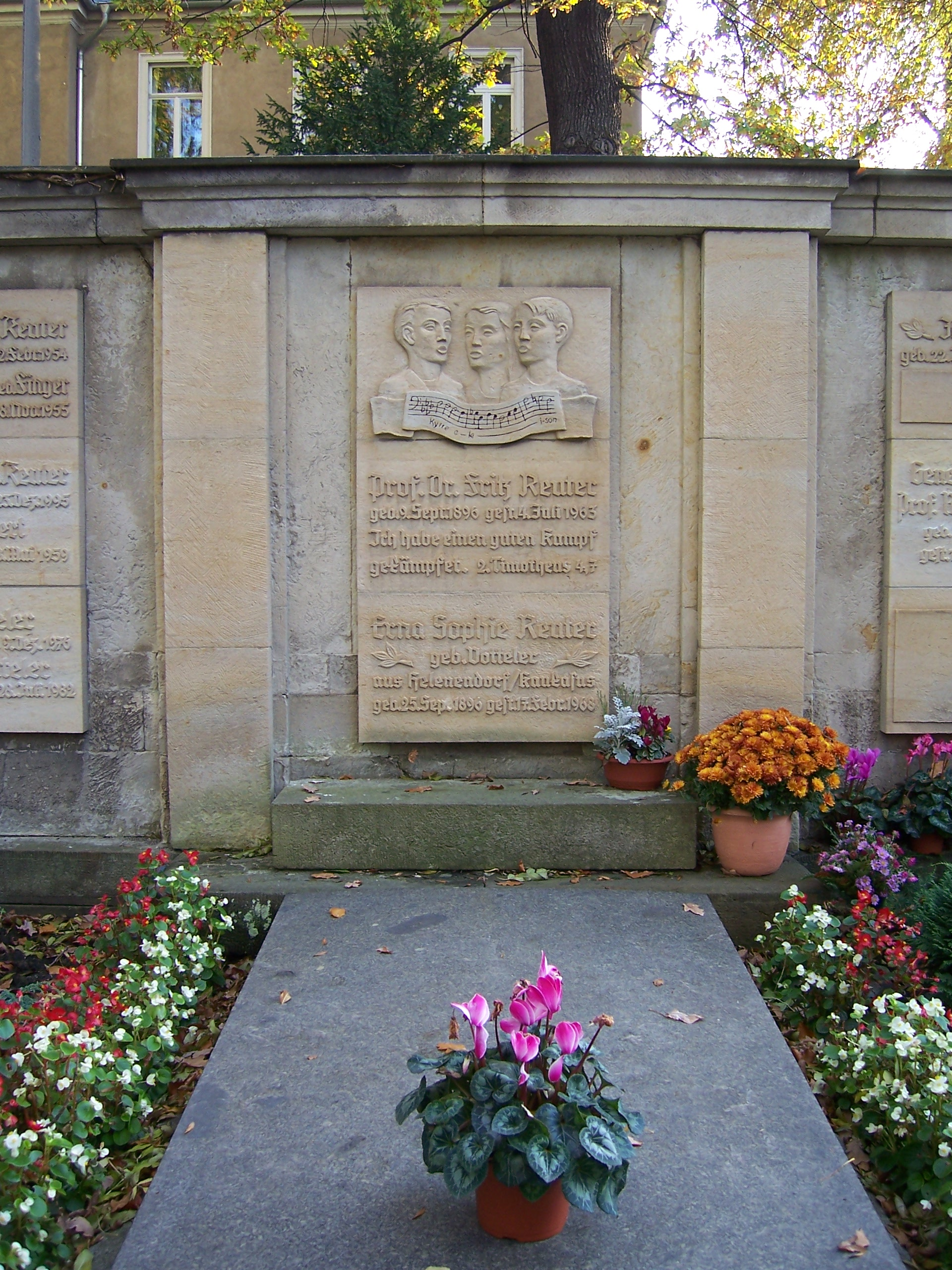
Graf van de componist Fritz Reuter op de "Innerer Plauenscher Friedhof" te Dresden

Fritz Reuter (Dresden-Löbtau, 9 september 1896 – aldaar, 4 juli 1963) was een Duits componist, musicoloog, muziekpedagoog en dirigent.

## Levensloop
Reuter studeerde muziek en musicologie te Leipzig bij onder andere Sigfrid Karg-Elert, Robert Teichmüller, Hugo Riemann en Arnold Schering. In 1922 promoveerde hij bij Hermann Abert tot Dr. phil. (Philosophiæ Doctor) met de proefschrift Die Geschichte der Deutschen Oper in Leipzig 1693 bis 1720.
Hij begon zijn loopbaan als kapelmeester en muziekpedagoog. Van 1921 tot 1933 was hij docent voor muziektheorie en compositie aan de Felix Mendelssohnschool voor muziek en theater in Leipzig. Na de machtsovername door de nazi's werd hij ontslagen. Op 1 mei 1933 werd hij lid van de Nationaalsocialistische Duitse Arbeiderspartij en kon weer als muziekleraar van 1933 tot 1937 aan de Rudolf-Hildebrand-Schule für Musik in Leipzig werken. Vanaf 1934 was hij eveneens leraar (Studienrat en sinds 1937 Oberstudienrat) in Dresden. Van 1937 tot 1945 was hij adviseur voor schoolmuziek in het "Gau Saksen".
Als componist schreef hij in de tijd van 1933 tot 1945 oratoria, cantates en zogenoemde "Gebrauchsmusik", onder andere een blijspel met muziek tot ere van de moeders Der Mütter Kreis en in 1939 een Sudetendeutsche Suite, voor harmonieorkest.
In 1945 werd hij tot kapelmeester aan de Volksoper Dresden benoemd. Vanaf 1949 werd hij professor voor muziekopleiding aan de Martin-Luther Universiteit te Halle (Saale). Van 1955 tot 1952 was hij in dezelfde functie aan de Humboldt Universiteit in Berlijn
Na de Tweede Wereldoorlog schreef hij symfonieën, concerten voor instrumenten en orkest, werken voor koor en kamermuziek. Verder is hij auteur van meerdere boeken voor muziekopleiding. Zijn zoon Rolf Reuter (1926-2007) was onder andere van 1983 tot 1993 chef-dirigent en "Generalmusikdirektor" (GMD) van de Komische Oper Berlin. Zijn kleindochter Sophia Reuter is altvioliste bij de Duisburger Philharmoniker en werkt ook in het Hamburger-Strijksextet mee.

## Composities
- 1927 Concert, voor orgel en strijkorkest
- 1955 Concert, voor viool en orkest
- Kleine Festmusik, voor orkest

### Werken voor harmonieorkest
- 1939 Sudetendeutsche Suite

### Cantates
- 1961 Gartenfreuden - Eine Frühlingskantate, cantate voor solisten, gemengd koor en kamerorkest, op. 38 - tekst: Eleonore Lorenz

### Muziektheater

#### Opera's
| Voltooid in | titel                              | aktes   | première | libretto                 |
| ----------- | ---------------------------------- | ------- | -------- | ------------------------ |
| 1940        | Ein Funken Liebe                   | 3 aktes | 1940     | E. A. Glogau             |
| 1961        | Der Hase und der Igel een sprookje |         |          | naar de Gebroeders Grimm |

#### Toneelmuziek
- 1948/1949 Scherz, List und Rache, zangspel in 2 aktes - tekst: Johann Wolfgang von Goethe
- Der Mütter Kreis, muziek voor een blijspel

### Vocale muziek
- 1919 Igel und Agel - tekst: Christian Morgenstern

### Kamermuziek
- 1960 Suite in C groot, voor 2 cello's solo
- Phantastische Suite
- Sonate, voor viool en piano

### Werken voor orgel
- Passamezzo
- Toccata und Fuge in F

## Publicaties
- Harmonieaufgaben nach dem System Sigfrid Karg-Elerts, Verlag C. F. Kahnt, Leipzig 1928
- Methodik des musiktheoretischen Unterrichts auf neuzeitlichen Grundlagen, Mit zahlreichen Abbildungen und Notenbeispielen. Klett, Stuttgart 1929.
- Methodik des musiktheoretischen Unterrichts, Mitteldeutscher Verlag, Halle 1950
- Praktische Harmonik des 20. Jahrhunderts, Mitteldeutscher Verlag Halle (Saale), 1952
- Dirigierkunde von Alfred Szendrei und Fritz Reuter, VEB Breitkopf & Härtel 1956
- Grundlagen der Musikerziehung, Leipzig : VEB Breitkopf & Härtel, 1962